# Marsencollectie van het Pruisische leger I
De Marsencollectie van het Pruisische leger I (Königlich Preußische Armeemarsch-Sammlung I)  bestaat uit langzame marsen (presenteermarsen) voor de infanterie.
Koning Frederik Willem III van Pruisen nam op 10 februari 1817 het besluit voor zijn militaire muziekkorpsen marsen te verzamelen. Hieruit is een in Europa unieke verzameling van verschillende militaire marsen ontstaan. Van sommige werken is naam of titel niet bekend. Dit kan doordat bijvoorbeeld de partituur door een lid van de koninklijke familie van een reis in het buitenland was meegenomen. Ook zijn er marsen waarvan de componist niet bekend is.
| AM sinds | AM Nr. | Naam/titel | Componist                                       | Bijzonderheden |
| -------- | ------ | --- | ----------------------------------------------- | --- |
| 1817     | I, 1   | Marsch (1741)                                                                                                   | Koning Frederik II van Pruisen                  | gecomponeerd in 1741 |
| 1841     | I, 1a  | Präsentiermarsch                                                                                                | Koning Frederik Willem III van Pruisen          | uit de jeugd - voor 1800 gecomponeerd; deze mars werd tot nu toe als officiële presenteermars, bijvoorbeeld bij het ontvangst van buitenlandse staatsgasten uitgevoerd. |
| 1828     | I, 1b  | Der Dessauer |                                                 | naar een Italiaans lied, circa 1705 gecomponeerd |
| 1841     | I, 1c  | Der Hohenfriedberger; zie ook: AM III, 1b                                                                       |                                                 | vroeger: Mars van het Dragoner-Regiment Ansbach-Bayreuth, werd op 11 juni 1745 mars van dit regiment                                                                    |
| 1841     | I, 1d  | Der Rheinströmer                                                                                                |                                                 | circa 1750 |
| 1841     | I, 1e  | Der Mollwitzer                                                                                                  | Koning Frederik II van Pruisen                  | gecomponeerd 1741 in het legerkamp van Mollwitz, Silezië |
| 1841     | I, 1f  | Marsch (1756)                                                                                                   | Koning Frederik II van Pruisen                  | gecomponeerd 1756 |
| 1817     | I, 1g  | Marsch | Anton Dörfeldt                                  | |
| 1817     | I, 2   | Marsch | Anton Dörfeldt                                  | |
| 1817     | I, 3   | Marsch | Anton Dörfeldt                                  | |
| 1817     | I, 4   | Mars uit het ballet «Les Amours de Vénus»                                                                       |                                                 | |
| 1817     | I, 5   | Marsch | Anton Dörfeldt                                  | |
| 1817     | I, 6   | Marsch | Anton Dörfeldt                                  | een cavalleriemars |
| 1817     | I, 7   | Mars 1e Bataljon Garde (1806)                                                                                   |                                                 | was tot 1806 de Mars van het 1e Bataljon Lijfgarde te Potsdam |
| 1817     | I, 8   | Marsch | F. Vogel                                        | |
| 1817     | I, 9   | Mars Hertog van Braunschweig (1806)                                                                             |                                                 | |
| 1817     | I, 10  | Mars Prins August Grenadier-Bataljon (1806)                                                                     | Müller                                          | gecomponeerd als "Kaisermarsch" ter gelegenheid van het bezoek van tsaar Alexander I van Rusland op 25 oktober 1805 in Potsdam - Het bataljon was gelegerd in Berlijn   |
| 1817     | I, 11  | Russische mars                                                                                                  |                                                 | |
| 1817     | I, 12  | Marsch | Georg Abraham Schneider                         | |
| 1817     | I, 13  | Marsch | Joseph Koslowsky                                | |
| 1817     | I, 14  | Mars van het Kexholmski Genadier Regiment Keizer van Oostenrijk                                                 | Aleksej Nikolajevitsj Titov                     | Het regiment lag in het militairdistrict Sint-Petersburg |
| 1817     | I, 15  | Russische mars                                                                                                  |                                                 | |
| 1817     | I, 16  | Mars van het lijfgarde Izmailovski Regiment                                                                     |                                                 | |
| 1817     | I, 17  | Mars uit de opera "La clemenza di Tito", KV621                                                                  | Wolfgang Amadeus Mozart                         | |
| 1817     | I, 18  | Mars van het Arhangelogorodski Infanterie Regiment                                                              |                                                 | Het regiment lag in het militairdistrict Litouwen |
| 1817     | I, 19  | Russische mars                                                                                                  |                                                 | |
| 1817     | I, 20  | Marsch | Catterino Covas                                 | een cavalleriemars |
| 1841     | I, 21  | Parademars | Prins Albert van Pruisen (1809-1872)            | een cavalleriemars - gecomponeerd in 1836 |
| 1817     | I, 22  | Mars van de lijfgarde Artillerie te voet                                                                        |                                                 | |
| 1817     | I, 23  | Marche à la Turque                                                                                              | Anton Dörfeldt                                  | |
| 1817     | I, 24  | Oude Russische mars                                                                                             | Christoph Willibald Ritter von Gluck            | gearrangeerd door Joseph Koslowsky |
| 1817     | I, 25  | Russische mars                                                                                                  |                                                 | |
| 1817     | I, 26  | Russische mars                                                                                                  |                                                 | |
| 1817     | I, 27  | Der Coburger | Michael Haydn                                   | een cavalleriemars - gecomponeerd in 1792-1793 |
| 1817     | I, 28  | Marsch | Anton Dörfeldt                                  | |
| 1817     | I, 29  | Marsch | Anton Dörfeldt                                  | |
| 1817     | I, 30  | Mars van het lijfgarde Preobraschenski Regiment; zie ook: AM II, 99                                             | Ferdinand Haase                                 | gecomponeerd in 1816 |
| 1817     | I, 31  | Mars naar motieven uit de opera "Die Zauberflöte"                                                               | Wolfgang Amadeus Mozart                         | bewerkt door Anton Dörfeldt |
| 1817     | I, 32  | Mars na een romance                                                                                             | Anton Dörfeldt                                  | |
| 1817     | I, 33  | Marsch | Nicola Antonio Zingarelli                       | bewerkt door Anton Dörfeldt |
| 1817     | I, 34  | Marsch | Simenoff                                        | |
| 1817     | I, 35  | Mars naar motieven uit de opera "Le nozze di Figaro"                                                            | Wolfgang Amadeus Mozart                         | bewerkt door Anton Dörfeldt |
| 1817     | I, 36  | Marsch | Anton Dörfeldt                                  | |
| 1818     | I, 37  | Mars van het Wjatski Infanterie Regiment                                                                        |                                                 | het regiment lag in het militairdistrict Kiev |
| 1819     | I, 38  | Pariser Marsch (1815)                                                                                           |                                                 | |
| 1819     | I, 39  | Langsamer Marsch                                                                                                | Gloger                                          | gecomponeerd in 1816 |
| 1819     | I, 40  | Mars naar motieven uit de opera "Fernand Cortez"                                                                | Gaspare Spontini                                | gecomponeerd in 1816 |
| 1819     | I, 41  | Langsamer Marsch des Polotzki Infanterie Regiments (1807)                                                       |                                                 | het regiment lag in het militairdistrict Smolensk |
| 1819     | I, 42  | Mars van het Oostenrijkse Infanterie Regiment 42 Erbach-Eger (1817)                                             |                                                 | |
| 1819     | I, 43  | Triomfmars uit de opera "La vestale"                                                                            | Gaspare Spontini                                | bewerkt door Anton Dörfeldt |
| 1821     | I, 44  | Mars uit het ballet "Alfred de grote"                                                                           | Wenzel Robert Graf von Gallenberg               | |
| 1821     | I, 45  | Mars van de Grootvorstin Nicolaj uit het feestspel "Lalla Rûkh"                                                 | Gaspare Spontini                                | première op 27 januari 1821, Berlijn, Königliches Schloß |
| 1824     | I, 46  | Langsamer Marsch aus dem Ballett "Calto und Colama"                                                             | Heinrich August Neithardt                       | |
| 1824     | I, 47  | Langsamer Marsch                                                                                                |                                                 | in 1824 door grootvorst Nicolaas I van Rusland uit Rusland meegebracht                                                                                                  |
| 1824     | I, 48  | Langsamer Marsch                                                                                                | Johann Friedrich Naue                           | |
| 1826     | I, 49  | Mars van het Franse "Garde du Corps"                                                                            |                                                 | een cavalleriemars - 1825 uit Parijs |
| 1827     | I, 50  | Langsamer Marsch                                                                                                | Johann Friedrich Naue                           | |
| 1827     | I, 51  | Langsamer Marsch                                                                                                | Carl Eckert                                     | |
| 1837     | I, 52  | Langsamer Marsch                                                                                                | Kroonprins George V van Hannover                | bewerkt door Heinrich August Neithardt |
| 1838     | I, 53  | Feestmars voor de verjaardag van de keizerin (tsarina) Charlotte van Pruisen (Alexandra Fjodorovna) van Rusland | Carl Nerlich                                    | op 13 juli 1838 |
| 1895     | I, 54  | Mars van het 1e Bataljon Regiment Garde Nr. 15 (1806)                                                           |                                                 | uit de tijd 1740/1745 - bewerkt door Gustav Roßberg |
| 1895     | I, 55  | Mars van de Grenadier Garde Nr. 6 (1806)                                                                        |                                                 | uit de tijd voor 1740 - bewerkt door Gustav Roßberg |
| 1895     | I, 56  | Eerste Regimentsmars van het Regiment Braunschweig-Bevern Nr. 7 (1806)                                          |                                                 | uit 1743 - bewerkt door Gustav Roßberg |
| 1895     | I, 57  | Tweede Regimentsmars van het Regiment Braunschweig-Bevern Nr. 7 (1806)                                          |                                                 | uit 1743 - bewerkt door Gustav Roßberg |
| 1895     | I, 58  | Eerste Regimentsmars van het Regiment Anhalt-Zerbst Nr. 8 (1806)                                                |                                                 | uit de tijd voor 1740 - bewerkt door Gustav Roßberg |
| 1895     | I, 59  | Tweede Regimentsmars van het Regiment Anhalt-Zerbst Nr. 8 (1806)                                                |                                                 | uit de tijd 1740/1745 - bewerkt door Gustav Roßberg |
| 1895     | I, 60  | Regimentsmars van het Regiment Holstein Nr. 11 (1806)                                                           |                                                 | uit de tijd voor 1740 - bewerkt door Gustav Roßberg |
| 1895     | I, 61  | Regimentsmars van het Regiment Lehwaldt Nr. 14 (1806)                                                           |                                                 | uit de tijd voor 1740 - bewerkt door Gustav Roßberg |
| 1895     | I, 62  | Regimentsmars van het Regiment Kenitz Nr. 39 (1806)                                                             |                                                 | uit de tijd om 1786 - bewerkt door Gustav Roßberg |
| 1895     | I, 63  | Regimentsmars van het Regiment Vorst Moritz Nr. 22 (1806)                                                       |                                                 | uit de tijd om 1760 - bewerkt door Gustav Roßberg |
| 1895     | I, 64  | Regimentsmars van het Regiment Möllendorf Nr. 25 (1806)                                                         |                                                 | 2e mars van het regiment, om 1790 (1e mars zie AM II, 220) - bewerkt door Gustav Roßberg                                                                                |
| 1895     | I, 65  | Regimentsmars van het Regiment Bornstedt Nr. 1 (1806)                                                           |                                                 | uit de tijd om 1786 - bewerkt door Gustav Roßberg |
| 1895     | I, 66  | zie AM I, 1b (= Regimentsmars van het Regiment Vorst Leopold Nr. 3) (1806)                                      |                                                 | versie van 1788/1800 - bewerkt door Gustav Roßberg |
| 1895     | I, 67  | Regimentsmars van het Regiment Erfprins Lodewijk I van Hessen-Darmstadt Nr. 12 (1806)                           |                                                 | uit de tijd om 1745 - bewerkt door Gustav Roßberg |
| 1895     | I, 68  | zie AM I, 1d (= Regimentsmars van het Regiment Bonin respectievelijk Kalckstein Nr. 5) (1806)                   |                                                 | versie van 1750 - bewerkt door Gustav Roßberg |
| 1895     | I, 69  | zie AM I, 1e |                                                 | |
| 1895     | I, 70  | zie AM I, 55 |                                                 | |
| 1898     | I, 71  | Mars van het Regiment Prins Heinrich                                                                            |                                                 | uit de tijd om 1750 |
| 1898     | I, 72  | Mars van het Regiment Hertog van Braunschweig                                                                   |                                                 | uit de tijd om 1775 - het regiment stond in Halberstadt |
| 1898     | I, 73  | Mars van het Regiment Prins Ferdinand                                                                           |                                                 | 1e mars van het regiment, om 1750 (2e mars, zie AM II, 217) - het regiment stond in Ruppin                                                                              |
| 1898     | I, 74  | Mars van het Regiment Jung Bornstedt                                                                            |                                                 | 1e mars van het regiment, om 1790 (2e mars, zie AM II, 222) - het regiment stond in Maagdenburg                                                                         |
| 1900     | I, 75  | Eerste mars van het Keur-Hannovers Garde Regiment                                                               | Johann Christian Bach                           | was de Mars van het 1e Bataljon van het regiment in Hannover - bewerkt door Theodor Kewitsch                                                                            |
| 1900     | I, 76  | Tweede mars van het Keur-Hannovers Garde Regiment                                                               | Johann Christian Bach                           | was de Mars van het 2e Bataljon van het regiment in Hannover - bewerkt door Theodor Kewitsch                                                                            |
| 1900     | I, 77  | Mars van het 1e Bataljon Keur-Hannovers 2e Infanterie Regiment                                                  |                                                 | bewerkt door Gustav Roßberg |
| 1900     | I, 78  | Mars van het Keur-Hannovers Infanterie Regiment von Meding                                                      |                                                 | bewerkt door Gustav Roßberg |
| 1900     | I, 79  | Mars van het 2e Bataljon Keur-Hannovers 2e Infanterie Regiment                                                  |                                                 | bewerkt door Gustav Roßberg |
| 1900     | I, 80  | Mars van het 1e Bataljon Keur-Hannovers 3e Infanterie Regiment                                                  | Christoph F. Eley                               | gecomponeerd als Duke of York-March - bewerkt door Gustav Roßberg |
| 1900     | I, 81  | Mars van het IIe Bataljon Keur-Hannovers 3e Infanterie Regiment                                                 |                                                 | bewerkt door Gustav Roßberg |
| 1900     | I, 82  | zie AM III, 99                                                                                                  |                                                 | |
| 1900     | I, 83  | zie AM III, 100                                                                                                 |                                                 | |
| 1900     | I, 84  | zie AM III, 101                                                                                                 |                                                 | |
| 1900     | I, 85  | zie AM III, 102                                                                                                 |                                                 | |
| 1900     | I, 86  | zie AM III, 103                                                                                                 |                                                 | |
| 1905     | I, 87  | De Brandenburgse Mars                                                                                           | Richard Strauss                                 | |
| 1906     | I, 88  | zie AM III, 118                                                                                                 |                                                 | |
| 1908     | I, 89  | Oranje-Gelderland                                                                                               |                                                 | door keizer Wilhelm II van Duitsland van zijn reis naar Korfoe (eiland) meegebracht - bewerkt door Theodor Grawert                                                      |
| 1908     | I, 90  | Oranje-Friesland                                                                                                |                                                 | door keizer Wilhelm II van Duitsland van zijn reis naar Korfoe (eiland) meegebracht - bewerkt door Theodor Grawert                                                      |
| 1911     | I, 91  | Grenadiermarsch                                                                                                 | Hans Egon von Garnier                           | bewerkt door Max Steier |
| 1911     | I, 92  | Mars Nr. 1 van de Zweedse marsen 1745-1790                                                                      |                                                 | sinds ca. 1720 van het Zweedse Regiment Stralsund, het latere Füssilier Regiment gespeeld                                                                               |
| 1912     | I, 93  | Wir präsentieren                                                                                                | Hans Ailbout                                    | bewerkt door Oskar Hackenberger |
| 1912     | I, 94  | Große Zeit, neue Zeit                                                                                           | Fritz Brase                                     | |
| 1912     | I, 95  | zie AM III, 129                                                                                                 |                                                 | |
| 1912     | I, 96  | zie AM III, 130                                                                                                 |                                                 | |
| 1913     | I, 97  | Präsentiermarsch Lippe                                                                                          | Hermann Freiherr von Meysenburg-Lauenau         | bewerkt door Hermann Hubert |
| 1913     | I, 98  | Lützows wilde Jagd                                                                                              | Robert Lehmann                                  | presenteermars van het Infanterie-Regiment "von Lützow" (1 Rijnlandse) Nr. 25 - opgedragen bij hun 100-jarig bestaan                                                    |
| 1913     | I, 99  | zie AM III, 136                                                                                                 |                                                 | in 1900 bewerkt door Georg Meßner voor cavalerie muziekkapel (trompetterkorps)                                                                                          |
| 1913     | I, 100 | zie AM III, 138                                                                                                 |                                                 | |
| 1917     | I, 101 | zie AM III, 139                                                                                                 |                                                 | |
| 1925     | I, 102 | Bayerischer Präsentiermarsch                                                                                    |                                                 | Vlaggen mars van 1822/1823 |
| 1925     | I, 103 | Parademars van de Koninklijk Beierse Grenadier-Garde                                                            | Wilhelm Legrand                                 | opgedragen aan het Beierse Grenadier-Garde Regiment bij hun oprichting op 16 juli 1814                                                                                  |
| 1925     | I, 104 | Mars van het Zwabische Kreits-Regiment Baden-Durlach (ca 1700)                                                  |                                                 | Oud-Zwabische mars van het hertogelijke regiment te voet. Het regiment vormde het contingent van Baden-Durlach als bijdrage aan de troepenmacht van de Zwabische Kreits |
| 1825     | I, 105 | Hessische Vaandels-Presenteer-Mars                                                                              | Ernst Lodewijk van Hessen-Darmstadt (landgraaf) | gecomponeerd in 1681 |
| 1925     | I, 106 | Parademarsch der langen Kerls                                                                                   | Marc Roland                                     | uit de filmmuziek «Fridericus» van 1922 |
| 1926     | I. 107 | Feinde ringsum                                                                                                  | Oskar Hackenberger                              | Flamme empor, gecomponeerd in de Eerste Wereldoorlog |
| 1929     | I, 108 | Givenchy-Marsch                                                                                                 | Arnold Rust                                     | gecomponeerd ter herinnering van het gevecht van het 6e Badische Infanterie-Regiment Nr. 114 op 13 oktober 1914 bij Givenchy                                            |